# Kertamukti (Cipatat)
Kertamukti is een bestuurslaag in het regentschap Bandung Barat van de provincie West-Java, Indonesië. Kertamukti telt 7392 inwoners (volkstelling 2010).